# 도곡역
도곡역(道谷驛, Dogok station)은 대한민국 서울특별시 강남구 도곡동과 대치동에 걸쳐 있는 수도권 전철 3호선과 수도권 전철 수인·분당선의 전철역이자 환승역이다.

## 역사
- 1993년 10월 30일(토요일) : 서울 지하철 3호선 양재~수서 구간 연장개통과 함께 영업 개시
- 2003년 9월 3일(수요일) : 분당선 수서~선릉 구간 연장개통과 함께 환승역이 됨

## 개요
수도권 전철 수인·분당선은 양재천 하저터널로 구룡역과 연결된다. 수도권 전철 3호선의 막차 편성 중 1개 편성이 이 역에서 종착한다. 매일 이 역에서 출발하는 이 역 시발 열차가 있고, 이 역에서 종착하는 이 역 종착 열차가 있으나 두 열차 모두 수서차량사업소~이 역간 공차회송을 하고 회차선은 사용하지 않는다.

## 역 구조
출입구는 4개다. 1·4번 출입구는 도곡동에 있고, 2·3번 출입구는 대치동에 있다.

### 3호선 승강장
2면 2선의 상대식 승강장을 갖춘 지하역이며, 완전밀폐형 스크린도어가 설치되어 있다. 선로 중간이 많이 벌어져 있는데 그 이유는 대치역 방향에 있는 유치선(회차선) 때문이며, 이 유치선의 영향으로 대치역이 1면 2선의 섬식 승강장이 되었다. 이 유치선은 비상시나 임시 열차들이 사용한다. 승강장 끝쪽은 폐쇄형 상대식 승강장 구조이지만 승강장 중간에는 기둥이 설치되어 있어 반대편 승강장을 볼 수 있다.
| 매봉 ↑ |
| \| 상  |
| ↓ 대치 |

| 상행 | ● 수도권 전철 3호선 | 양재 · 교대 · 고속터미널 · 옥수 · 약수 · 충무로 · 구파발 · 대화 방면 |
| 하행 | ● 수도권 전철 3호선 | 대치 · 학여울 · 일원 · 수서 · 경찰병원 · 오금 방면                   |

### 수인분당선 승강장
1면 2선의 섬식 승강장을 갖춘 지하역이며, 완전밀폐형 스크린도어가 설치되어 있다.
| ↑ 한티  |
| ２１ \| |
| 구룡 ↓  |

| 1 | ● 수도권 전철 수인·분당선 | 구룡·서현·기흥·수원·인천 방면 |
| 2 | ● 수도권 전철 수인·분당선 | 한티·선릉·선정릉·청량리 방면  |

## 역 주변
- 서울대치초등학교
- 서울대도초등학교
- 중앙대학교 사범대학 부속고등학교
- 숙명여자중학교
- 숙명여자고등학교
- 대치1동행정복지센터
- 대청중학교
- 늘벗공원
- 양재천
- 삼성 타워팰리스
- 군인공제회관
- 아카데미 스위트
- 그랑프리엔 상가
- 대림 아크로빌

## 사건·사고
2014년 5월 28일(수요일) 오전 10시 54분경에 매봉역에서 이 역 방향으로 운행하던 수도권 전철 3호선에서 70대 남성이 방화하는 사건이 발생하였다. 당시 이 수도권 전철 3호선에는 약 370여 명의 승객이 타고 있었으나 다행히도 수도권 전철 3호선이 역내에 진입한 순간에 불이 발생하여 역무원의 빠른 대처로 승객들이 모두 대피하였고, 초기 진화에 성공하여 불은 6분만에 진화되었다. 부상자는 대피 중 발목을 삔 1명을 빼고는 발생하지 않았다. 한편 방화범 조모씨는 방화과정 중 화상을 입고, 달아나다가 인근 화상전문병원에서 피해자인 척 하면서 치료받다가 30분 만에 목격자의 진술을 토대로 수색을 벌이던 경찰에게 검거되었다. 경찰 조사 과정에서 방화범 조씨는 "15년전 운영하던 업소의 정화조가 넘쳐 피해를 입었으며, 소송과 민원 등을 통해 보상을 받긴 했으나 기대에 못 미치는 금액이라 불을 질러 자살해 억울함을 호소하려 했다"고 진술한 것으로 알려졌다.

## 이용객 변동
분당선의 2003년 자료는 개통일인 2003년 9월 3일(수요일)부터 12월 31일(수요일)까지인 120일 기준으로 환산한 것이다.
| 노선   | 노선    | 일평균 인원수 (명/일) | 일평균 인원수 (명/일) | 일평균 인원수 (명/일) | 일평균 인원수 (명/일) | 일평균 인원수 (명/일) | 일평균 인원수 (명/일) | 일평균 인원수 (명/일) | 일평균 인원수 (명/일) | 일평균 인원수 (명/일) | 일평균 인원수 (명/일) | 각주                  | 각주                  | 각주                  | 각주  |
| 노선   | 노선    | 2000년                | 2001년                | 2002년                | 2003년                | 2004년                | 2005년                | 2006년                | 2007년                | 2008년                | 2009년                | 각주                  | 각주                  | 각주                  | 각주  |
| ------ | ------- | --------------------- | --------------------- | --------------------- | --------------------- | --------------------- | --------------------- | --------------------- | --------------------- | --------------------- | --------------------- | --------------------- | --------------------- | --------------------- | ----- |
| 3호선  | 승차    | 8,483                 | 9,788                 | 9,615                 | 10,206                | 8,733                 | 9,088                 | 9,710                 | 9,563                 | 9,169                 | 9,178                 | [ 4 ]                 | [ 4 ]                 | [ 4 ]                 | [ 4 ] |
| 3호선  | 하차    | 7,989                 | 9,374                 | 9,425                 | 9,968                 | 8,011                 | 8,148                 | 8,642                 | 8,508                 | 8,104                 | 8,141                 | [ 4 ]                 | [ 4 ]                 | [ 4 ]                 | [ 4 ] |
| 3호선  | 승·하차 | 16,471                | 19,162                | 19,040                | 20,174                | 16,744                | 17,235                | 18,353                | 18,070                | 17,273                | 17,319                | [ 4 ]                 | [ 4 ]                 | [ 4 ]                 | [ 4 ] |
| 분당선 | 승차    | 미개통                | 미개통                | 미개통                | 1,142                 | 3,330                 | 3,952                 | 4,069                 | 3,990                 | 3,921                 | 3,945                 | [ 5 ]                 | [ 5 ]                 | [ 5 ]                 | [ 5 ] |
| 분당선 | 하차    | 미개통                | 미개통                | 미개통                | 1,101                 | 3,022                 | 3,931                 | 4,058                 | 4,067                 | 4,108                 | 4,140                 | [ 5 ]                 | [ 5 ]                 | [ 5 ]                 | [ 5 ] |
| 노선   | 노선    | 일평균 인원수 (명/일) | 일평균 인원수 (명/일) | 일평균 인원수 (명/일) | 일평균 인원수 (명/일) | 일평균 인원수 (명/일) | 일평균 인원수 (명/일) | 일평균 인원수 (명/일) | 일평균 인원수 (명/일) | 일평균 인원수 (명/일) | 일평균 인원수 (명/일) | 일평균 인원수 (명/일) | 일평균 인원수 (명/일) | 일평균 인원수 (명/일) | 각주  |
| 노선   | 노선    | 2010년                | 2011년                | 2012년                | 2013년                | 2014년                | 2015년                | 2016년                | 2017년                | 2018년                | 2019년                | 2020년                | 2021년                | 2022년                | 각주  |
| 3호선  | 승차    | 9,917                 | 10,105                | 9,186                 | 8,491                 | 8,112                 | 7,372                 | 7,129                 | 6,753                 | 6,106                 |                       |                       |                       |                       | [ 4 ] |
| 3호선  | 하차    | 8,974                 | 9,342                 | 8,517                 | 7,871                 | 6,527                 | 6,787                 | 6,732                 | 6,468                 | 6,006                 |                       |                       |                       |                       | [ 4 ] |
| 3호선  | 승·하차 | 18,891                | 19,447                | 17,703                | 16,362                | 14,639                | 14,159                | 13,861                | 13,221                | 12,112                |                       |                       |                       |                       | [ 4 ] |
| 분당선 | 승차    | 3,757                 | 3,574                 | 3,815                 | 6,321                 | 6,606                 | 6,671                 | 6,992                 | 7,026                 | 6,912                 | 7,022                 | 5,214                 | 5,333                 | 6,351                 | [ 5 ] |
| 분당선 | 하차    | 3,958                 | 3,746                 | 3,948                 | 6,467                 | 7,091                 | 6,815                 | 7,102                 | 7,082                 | 6,851                 | 6,927                 | 5,175                 | 5,397                 | 6,152                 | [ 5 ] |

## 인접한 역
| 서울 지하철 3호선     | 서울 지하철 3호선                              | 서울 지하철 3호선             |
| --------------------- | ---------------------------------------------- | ----------------------------- |
| 343 매봉 대화 방면    | ● 수도권 전철 3호선                            | 345 대치 오금 방면            |
| 분당선                |                                                |                               |
| K216 한티 청량리 방면 | ● 수도권 전철 수인·분당선 완행 수인분당선 급행 | K218 구룡 고색 방면 인천 방면 |

## 사진

시각장애인용 안내 촉지도